# 1954 w filmie
Wydarzenia filmowe w 1954 roku.

## Wydarzenia
- 1 lutego – Marilyn Monroe odwiedziła amerykańskich żołnierzy na froncie w Korei. Jej tournée miało podnieść morale wojska.

## Premiery

### Filmy polskie
- 16 stycznia – Domek z kart – reż. Erwin Axer
- 25 stycznia – Przygoda na Mariensztacie – reż. Leonard Buczkowski
- 25 lutego – Autobus odjeżdża 6.20 – reż. Jan Rybkowski
- 27 lutego – Piątka z ulicy Barskiej – reż. Aleksander Ford
- 10 kwietnia – Trudna miłość – reż. Stanisław Różewicz
- 27 kwietnia – Celuloza – reż. Jerzy Kawalerowicz
- 22 lipca – Pościg – reż. Stanisław Urbanowicz
- 21 października – Niedaleko Warszawy – reż. Maria Kaniewska
- 30 października – Pod gwiazdą frygijską – reż. Jerzy Kawalerowicz
- 15 listopada – Uczta Baltazara – reż. Jerzy Zarzycki

### Filmy zagraniczne
- Siedmiu samurajów – reż. Akira Kurosawa (m.in. Toshirō Mifune)
- Godzilla: Król potworów – reż. Ishirō Honda
- Białe Boże Narodzenie – reż. Michael Curtiz (Bing Crosby, Danny Kaye, Rosemary Clooney, Vera-Ellen)
- Dziewczyna z prowincji – reż. George Seaton (Bing Crosby, Grace Kelly, William Holden)

## Nagrody filmowe
- Oscary
  - Najlepszy film – Na nabrzeżach
  - Najlepszy aktor – Marlon Brando (Na nabrzeżach)
  - Najlepsza aktorka – Grace Kelly – (Dziewczyna z prowincji)
  - Wszystkie kategorie: Oscary w roku 1954
- Festiwal w Cannes
  - Złota Palma: Teinosuke Kinugasa – Wrota piekieł
- Międzynarodowy Festiwal Filmowy w Berlinie
  - Złoty Niedźwiedź: David Lean – Wybór Hobsona

## Urodzili się
- 5 stycznia – Daria Trafankowska, polska aktorka (zm. 2004)
- 6 stycznia – Anthony Minghella, brytyjski reżyser (zm. 2008)
- 16 lutego – Margaux Hemingway, amerykańska modelka i aktorka (zm. 1996)
- 17 lutego – Rene Russo, amerykańska aktorka
- 18 lutego – John Travolta, amerykański aktor
- 1 marca – Ron Howard, amerykański reżyser
- 4 marca – Catherine O’Hara, kanadyjska aktorka
- 24 marca – Robert Carradine, amerykański aktor
- 7 kwietnia – Jackie Chan, chiński aktor
- 9 kwietnia – Dennis Quaid, amerykański aktor
- 16 kwietnia – Ellen Barkin, amerykańska aktorka
- 30 kwietnia – Jane Campion, nowozelandzka reżyserka
- 15 maja – Jan Frycz, polski aktor
- 19 czerwca – Kathleen Turner, amerykańska aktorka
- 16 sierpnia – James Cameron, kanadyjski reżyser
- 16 września – Tatiana Sosna-Sarno, polska aktorka
- 2 października – Lorraine Bracco, amerykańska aktorka
- 23 października – Ang Lee, tajwański reżyser
- 25 października – Laura Łącz, polska aktorka
- 24 listopada – Emir Kusturica, bośniacki reżyser
- 29 listopada – Joel Coen, amerykański reżyser
- 18 grudnia – Ray Liotta, amerykański aktor
- 28 grudnia – Denzel Washington, amerykański aktor

## Zmarli
- 10 kwietnia – August Lumière, jeden z wynalazców kinematografu, pionier kina (ur. 1862)
- 13 lipca – Irving Pichel, amerykański aktor i reżyser (ur. 1891)
- 15 listopada – Lionel Barrymore, amerykański aktor (ur. 1878)
- 8 grudnia – Gladys George, amerykańska aktorka (ur. 1904)
- 19 grudnia – Ludwik Solski, polski aktor (ur. 1855)